# Сабиле (станция)
Са́биле (латыш. Sabile) — железнодорожная станция на линии Вентспилс — Тукумс II, в Вирбской волости Талсинского края Латвии. Находится между станцией Стенде (расстояние до которой по железной дороге — 7 км) и остановочным пунктом Лигциемс (до которого также 7 км).

## История
Станция Сабиле была открыта в 1924 году в посёлке Яунпагастс, приблизительно в 11 км от города Сабиле. Некогда имелось ответвление длиной 9 км от станции Сабиле до карьера Подниеки (бывшей станции Апшу, находившейся на территории гравийно-сортировочного завода «Курземе») и ветка на Яунпагастский спиртовой завод (к настоящему времени оба демонтированы).